# Motul
Motul (вимовляється Мотюль) — французька компанія, що займається виробництвом та продажем мастильних матеріалів для двигунів транспортних засобів та промисловості.

## Історія

### Виникнення бренду
Історія компанії бере свій початок з 1853 року, коли у Нью-Йорку була зареєстрована компанія «Swan&Finch Oil Co.» Основним напрямком діяльності фірми стало постачання мастила на риб'ячому жирі для кораблів і залізничного транспорту з паровими двигунами.
Через сімдесят років компанія вийшла на загальнонаціональний ринок, а після підкорення Америки — розпочала завойовувати міжнародний. Попит на мастила Свон і Фінч в усьому світі став рости після 1920 року.
А вже у 1932 компанія почала постачати продукти до Франції. Ернст Зогг буквально запросив компанію на французький ринок, зумівши своєчасно оцінити масштаби збуту і потреби в продукції найвищого класу. Для співпраці, сім'єю Зогг була заснована фірма «Supra Penn». Вона забезпечувала імпорт і продаж мастильних матеріалів Motul в оригінальному пакуванні, тим самим гарантуючи «високу якість олив з Пенсільванії».
У 1953 «Swan&Finch» святкує сторічний ювілей. Ця дата була відзначена випуском Motul Century — першої всесезонної оливи. Для звичайних автомобілістів це стало справжнім порятунком, адже раніше оливу потрібно було використовувати лише по сезону. У цей час по всій Франції розташовувалося вже 15 тисяч точок продажів, а репутація компанії підтримувалася активною участю в автомобільних перегонах. Компанія брала участь навіть в експедиції Citroen 2CV, протяжністю 15 тисяч кілометрів.

### Кілька важливих етапів розвитку
У 1957 американська філія закривається внаслідок фінансової кризи, і сім'я Зогг отримує можливість викупити Motul, відкривши при цьому свій завод з виробництва в Парижі. З цього моменту всі мастила виробляються суто у Франції — таким чином забезпечується єдина система контролю якості.
Через 9 років компанія створює інноваційну лінійку автомобільних масел на основі Motul 2100, першого у світі продукту на напівсинтетичній базі (мінеральне мастило, розбавлене синтетикою).
У 1971 році починаються продажі повністю синтетичного Motul Century 300V. У цьому продукті дуже символічна назва — гонщики активно використовували Motul у своїх авто і до моменту випуску нового продукту налічувалося вже 300 перемог у різноманітних змаганнях. Тому нова лінія й отримала назву 300 victory.
Всього лише через рік з'являється мастило Motul Century 300 2T — стовідсоткова синтетика для двотактних двигунів. Компанією було налагоджене виробництво повністю 100% синтетичної бази, а також забезпечити повне згорання мастила разом з пальним, що є ключовою умовою успішної роботи 2-тактних двигунів.
У 1973 дослідницька група інженерів компанії отримала молекулу складних ефірів, в якій було відразу 2 активні кисневих групи. Таким чином у виробництво була впроваджена технологія діефірів.
1980 ознаменується успіхом бренду у всіх галузях: авто-, мото- і промислових мастил. Фахівці компанії розробляють особливі продукти для таких гігантів, як John Deer, Caterpillar, Renault, Citroën та Chrysler. Також в цей час у Німеччині відкривається і перша міжнародна філія Motul.
У 1983  році з'являється перше мастило для турбодвигунів — Motul Turboil. Продукт характеризується стійкістю до граничних навантажень, стабільністю при підвищених температурах і низькою окисною здатністю.
В 1989 році Motul отримує унікальний «Оскар» за розвинені експортні зв'язки. Нагорода була присуджена журналом «Новий Економіст». Крім того, бренд допоміг завоювати титул світового чемпіона команді Honda France, що бере участь в мотогонках.

### Розвиток бренду Motul в наш час
У 1990-их роках Motul починаю співпрацю з такими лідерами авто- і мотобудування, як Kawasaki, Suzuki, BMW, Porsche, Honda, Yamaha та Yoshimura.
Увага питанню екологічності продукту компанія починає приділяти з 1991 року, випускаючи перше біорозкладне мастило на синтетичній основі — Bio 2T. У наступному році компанія представляє на ринку 100% синтетику для 4-тактних двигунів, випущену на основі біопродуктів і рослинних олій, абсолютно без нафтопереробки. Оновлення лінійки 300V відбувається в 1996 — тепер в основу її лягають масла, отримані за технологією комплексних естерів.
Особливі масла з тривалим міжсервісним інтервалом заміни були випущені в 1998 році — Tekma розрахована на період між двома сервісними обслуговуваннями в 90 тис.км.
2000 рік ознаменується випуском лінійки саме для мотоциклів, Motul Factory Line. Продукти були випробувані в самих жорстких умовах перегонів профі-класу. Також цього року відкривається азійське представництво компанії зі штаб-квартирою в Сінгапурі.
У 2003, в момент святкування 150-ї річниці, компанія вже була знана як найбільший фахівець в гоночному спорті. У цей момент частка синтетичних мастил становила понад 70% від загального обсягу випуску. Потім було вироблено чіткий поділ на продукти для гоночних авто і традиційні мастила, серед яких опинилися й унікальні пропозиції для власників ретро-машин.
У 2007 бренд приєднався до європейського проєкту IBIOLAB по захисту навколишнього середовища. Проєкт спрямований на випуск біо мастила — безпека матеріалів підтверджується сертифікатом європейського зразка Ecolabel. У 2010 компанією була запропонована багаторівнева програма підготовки фахівців, пов'язана з особливостями експлуатації і підбором мастильних матеріалів.